# Parsjön (Kyrkhults socken, Blekinge, 624936-141737)
Parsjön är en sjö i Olofströms kommun i Blekinge och ingår i Skräbeåns huvudavrinningsområde.